# Abbazia di Buchau
L'abbazia di Buchau fu un convento femminile, e successivamente una fondazione collegiata, nell'attuale villaggio di Bad Buchau nel Baden-Württemberg, Germania.
Secondo la leggenda, essa venne fondata nel 770 sull'isola del fiume Federsee dal conte franco Guerino e da sua moglie Adelinde (che continua tutt'oggi ad essere commemorata nella locale Adelindisfest). Il convento venne posto sotto sicura rendita finanziaria da Ludovico il Pio, il quale nell'819 garantì alle monache le proprietà già acquisite a Saulgau e a Mengen. Nell'857, Ludovico il Germanico lo dichiarò una casa religiosa privata della famiglia imperiale carolingia, nominando a badessa sua figlia Irmingarda (m. 16 luglio 866).
Nel XIII secolo, il monastero divenne sede di canonichesse di Sant'Agostino popolato con le figlie di numerose famiglie nobili della Svevia (Damenstift). Nel 1347, l'abbazia godette del titolo di Reichsunmittelbar cioè divenne indipendente e sovrana e la badessa venne elevata al rango di Principessa-Badessa dell'impero.
Nel 1415, l'abbazia divenne una fondazione secolare (un capitolo nobile di canonichesse formato dalla badessa e dodici canonichesse, con due cappellani). In questo modo essa fu in grado di espandere le proprie proprietà terriere, creando un piccolo stato indipendente come nel caso di altri domini religiosi tedeschi. Dal 1495 le principesse-badesse divennero membri di diritto del Banco dei Prelati del Reno nella dieta regionale del circolo dell'Alto Reno e successivamente membri secolari nel Collegio dei Conti svevi con diritto di voto al Reichstag, in virtù del possesso della contea di Alschhausen, alternandosi nel voto tra il banco secolare e quello ecclesiastico della Svevia. Nel 1625, ottenne la signoria di Strassberg.
Con la secolarizzazione del Reichsdeputationshauptschluss nel 1803, l'abbazia venne dissolta e i suoi territori passarono insieme alla città imperiale omonima ai principi Thurn und Taxis, i quali li cedettero al Regno di Württemberg nel 1806 per la seconda mediatizzazione. La signoria di Strassberg passò nelle mani degli Hohenzollern-Sigmaringen.
La chiesa abbaziale dei Santi Cornelio e Cipriano, una delle prime costruzione neoclassiche del sud della Germania, che però agglomera in sé alcuni tratti barocchi, venne costruita tra il 1774 ed il 1776 da Pierre Michel d'Ixnard come ristrutturazione del precedente edificio gotico. Essa include ancora oggi pregevoli sculture di Johann Joseph Christian.